# NGC 2462
NGC 2462 est une galaxie spirale relativement éloignée et située dans la constellation du Lynx. NGC 2462 a été découverte par l'ingénieur irlandais Bindon Stoney en 1851.

## Caractéristiques
Sa vitesse par rapport au fond diffus cosmologique est de 8 708 ± 28 km/s, ce qui correspond à une distance de Hubble de 128,4 ± 9,0 Mpc (∼419 millions d'al).
En raison d'une brillance de surface égale à 10,90  mag/am2, on peut qualifier NGC 2462 de galaxie présentant une brillance de surface élevée.
NGC 2462 est l'un des huit objets observés par Stoney dont l'identification est problématique (voir la prochaine section), mais toutes les sources consultées indiquent qu'il s'agit de la galaxie PGC 22259.

## Les objets NGC 24xx de la constellation du Lynx

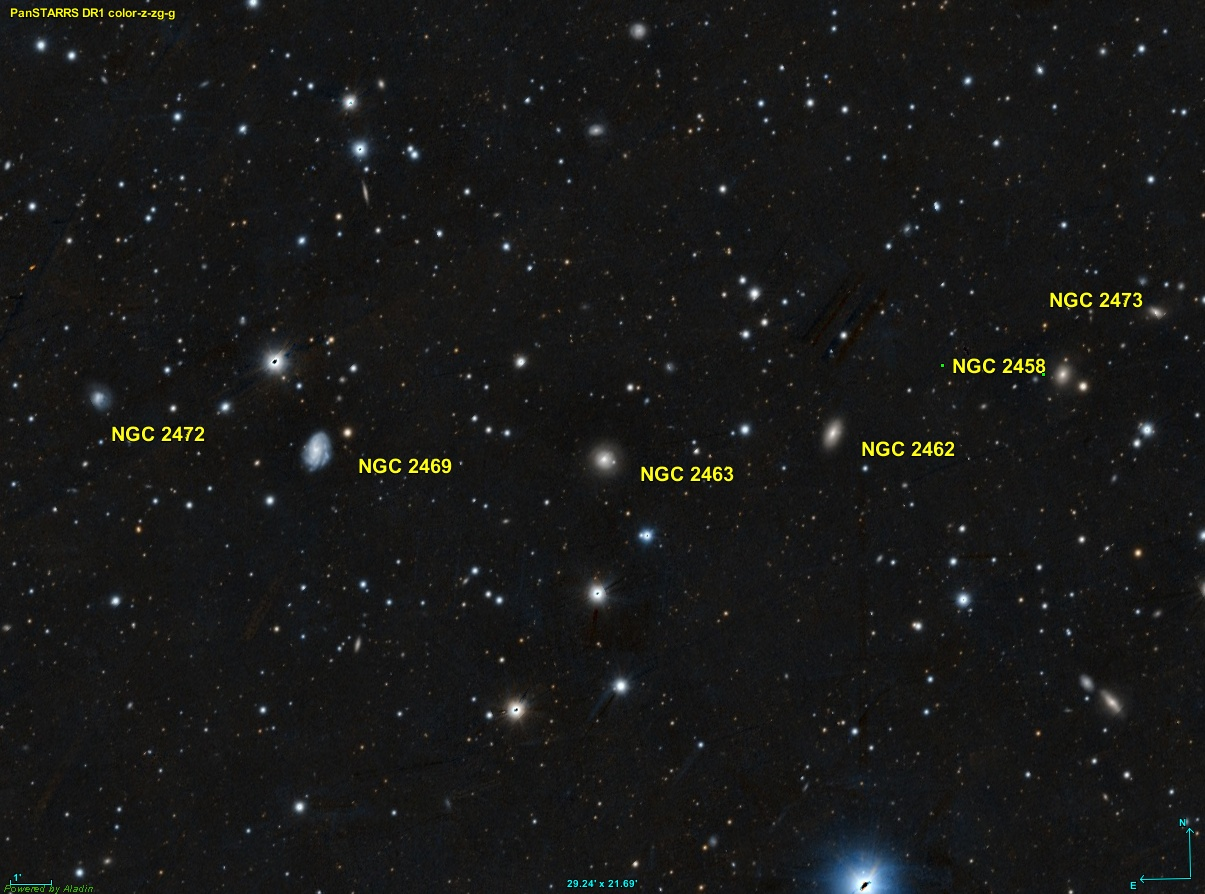
Six des dix objets NGC 24xx.

De l'entrée 2458 à l'entrée 2473 du New General Catalogue, il y a dix objets situées dans la constellation du Lynx. L'image ci-contre montre six de ces objets. Huit de ces objets ont un historique qui porte à confusion.
La galaxie NGC 2463 a été découverte par John Herschell et NGC 2469 par son père William, puis redécouverte par John. Les positions indiquées par ces deux astronomes sont suffisamment précises pour qu'il n'y ait aucun doute sur leur identification. Mais en 1851, Bindon Stoney qui travaillait pour William Parsons rapporta plusieurs grumeaux estimés à dix sur un alignement d’est en ouest. L’image reproduite ici montre 6 de ces grumaux, dont deux ont été découvertes par le père et le fils Herschel. Malheureusement, Stoney n’a indiqué aucune position pour ses observations et l’identification des huit objets dont on lui attribue la découverte est douteuse. Il s’agit de NGC 2458, NGC 2461, NGC 2462, NGC 2464, NGC 2465, NGC 2471, NGC 2472 et NGC 2473.
Guillaume Bigourdan a observé cette région en 1886 en enregistrant des positions modérément précises pour huit des dix objets (tous, sauf NGC 2472 et NGC 2473). John Dreyer a utilisé ces observations dans son catalogue en attribuant ces découvertes à Parsons et à Bigourdan pour ces huit objets. Mais, seulement quatre des observations de Bigourdan étaient des galaxies, les quatre autres étant des étoiles ou des groupes d’au maximum trois étoiles. Ainsi, deux des galaxies montrées dans l’image n’ont pas été observées par Bigourdan et on ne sait pas qui les a observées. Il y a donc deux galaxies de l’alignement est-ouest qui n’ont pas d’entrée NGC et deux autres (NGC 2472 et NGC 2473) qui ne correspondent à aucun objet connu.
En conclusion, deux des dix entrées du NGC correspondent aux observations des Herschel, deux aux observations de Bigourdan sur de vraies nébuleuses, quatre aux observations de Bigourdan sur des groupements stellaires et les deux dernières à des assignations modernes. Avec un tel historique, il n’est pas étonnant que plusieurs de ces objets NGC soient affectés à des objets différents par différentes références.